# Tony Gallopin
Pour les articles homonymes, voir Galopin.
Tony Gallopin, né le 24 mai 1988 à Dourdan (Essonne), est un coureur cycliste français. Professionnel de 2008 à 2023, il a notamment remporté la Classique de Saint-Sébastien en 2013 et terminé deuxième de cette course en 2016 et 2017. Porteur du maillot jaune et vainqueur d'étape sur le Tour de France 2014, il a également remporté une étape de Paris-Nice en 2015 et du Tour d'Espagne en 2018. Il a aussi terminé sixième des mondiaux 2014 et de Paris-Nice en 2015. Après sa carrière de coureur, il devient directeur sportif.

## Biographie

### Jeunesse et carrière amateur
Tony Gallopin naît le 24 mai 1988 à Dourdan (Essonne). Il est le fils de Joël Gallopin, cycliste professionnel de 1978 à 1982, comme ses frères Guy et Alain. Ce dernier est directeur sportif d'équipes cyclistes professionnelles depuis 1997.
Après avoir pratiqué le football et le judo, Tony Gallopin passe à son tour au cyclisme à l'âge de neuf ans. Il court pendant quatre ans au CC Angerville en Ufolep, puis arrive au VC Étampes en minimes. Après des débuts difficiles dans cette catégorie, il remporte ses premières courses chez les cadets. Il se révèle en catégorie juniors en 2005. Vainqueur des championnats d'Essonne et d'Île-de-France du contre-la-montre, il est convoqué en équipe de France juniors à partir du mois d'avril. Il dispute avec elle le GP Général Patton, le Tour de Basse-Saxe juniors puis, en août, le championnat du monde du contre-la-montre, dont il prend la 40e place. En septembre, il est vainqueur d'étape du Grand Prix Rüebliland. En 2006, il est à nouveau champion d'Île-de-France du contre-la-montre. Avec l'équipe de France juniors, en juillet il se classe deuxième du championnat d'Europe du contre-la-montre et prend la septième place de la course en ligne en lançant le sprint d'Étienne Pieret, qui s'impose. Deux semaines plus tard, il est vice-champion de France du contre-la-montre juniors, derrière Étienne Pieret. Troisième de la course par étape Liège-La Gleize, dont il gagne une étape, il participe à nouveau aux championnats du monde en août. Il obtient la médaille de bronze lors des deux courses qu'il dispute : au contre-la-montre, il est devancé par Marcel Kittel et Étienne Pieret, et tandis que Diego Ulissi et Niki Østergaard prennent les deux premières places de la course en ligne.
En 2007, Tony Gallopin entre en catégorie espoirs (moins de 23 ans). Il rejoint le SCO Dijon Lapierre. Il est vice-champion de France du contre-la-montre de la catégorie, battu par Jérôme Coppel. Avec l'équipe de France des moins de 23 ans, il prend la onzième place du championnat d'Europe de contre-la-montre et se classe vingtième du championnat du monde du contre-la-montre qu'il dispute avec Coppel, médaillé de bronze.

### Carrière professionnelle

#### 2008-2009: début de carrière chez Auber 93

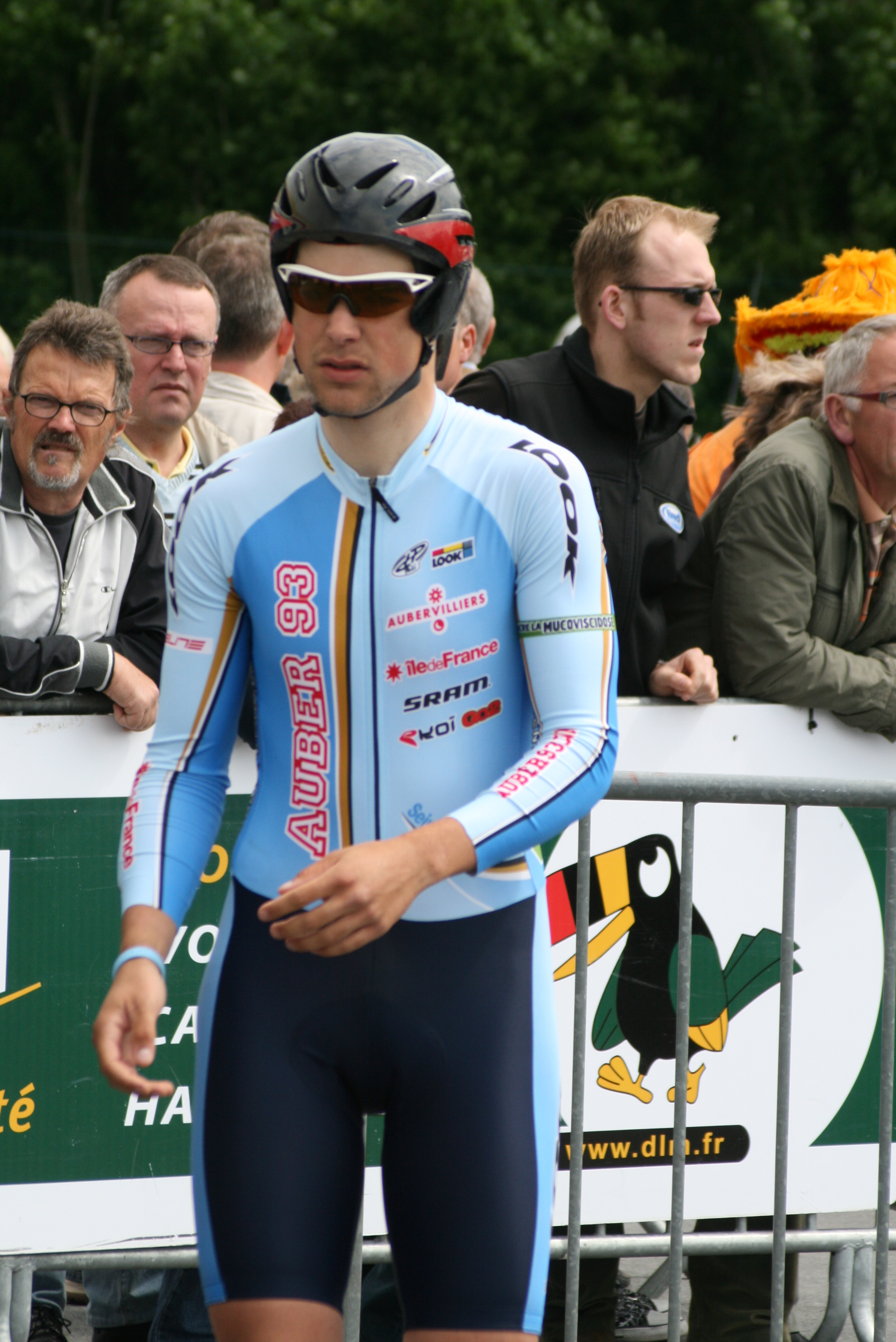
Tony Gallopin lors des Quatre Jours de Dunkerque 2009.

Tony Gallopin commence sa carrière professionnelle en 2008 dans l'équipe Auber 93. Cette année-là, il est champion de France du contre-la-montre espoirs et remporte le Paris-Tours espoirs. Aux championnats du monde sur route espoirs, il se classe 12e du contre-la-montre des moins de 23 ans, et abandonne lors de la course en ligne. Au cours de cette saison, il se classe également 3e du classement général final de la Thüringen-Rundfahrt, 12e de Paris-Camembert ou  encore 15e du Chrono des Nations. En 2009, Gallopin termine 4e de Paris-Mantes-en-Yvelines. Il se classe ensuite 15e du Championnat de France du contre-la-montre avant de terminer 8e du Grand Prix Cristal Energie puis 7e du Tour du Poitou-Charentes. Il enchaînera ensuite par une 12e place au classement général final du Tour de l'Avenir. Durant l'été, il est également médaillé d'argent lors du contre-la-montre aux Jeux méditerranéens.

#### 2010-2011: chez Cofidis
Après deux saisons chez Auber 93, il rejoint Cofidis en 2010. Pour sa première course avec sa nouvelle équipe, il finit 13e du Grand Prix d'ouverture La Marseillaise. En juin, il remporte sa première victoire dans une course élite en remportant la troisième étape du Tour de Luxembourg au sprint. Il participe à son premier grand tour, le Tour d'Espagne, qu'il termine à la 89e place. À la fin de la saison 2010, il est sélectionné par Bernard Bourreau pour participer au championnat du monde dans la catégorie espoirs (moins de 23 ans) à Melbourne, en Australie. Il y prend la 50e place. En 2011, il gagne la Flèche d'Émeraude et se classe 2e de Cholet-Pays de Loire et 3e du Tour de Luxembourg. Sa régularité sur les courses d'un jour françaises lui permet de remporter la Coupe de France.
En 2010, Tony Gallopin rencontre Marion Rousse, également cycliste, qui devient sa compagne.

#### 2012-2013: RadioShack
En 2012, Tony Gallopin rejoint l'équipe RadioShack-Nissan, issue de la fusion des équipes RadioShack et Leopard-Trek. Il y retrouve son oncle Alain Gallopin et espère y « progresser en côtoyant de grands leaders ». Gallopin obtient en février la troisième place du Tour d'Oman avant de participer ensuite aux classiques flandriennes comme coéquipier de Fabian Cancellara. Il se classe notamment 24e du Tour des Flandres.
À la fin du mois de mai, Gallopin est sixième du Tour de Bavière. Retenu par son équipe pour le Tour de France, il figure dans la bonne échappée lors de la huitième étape. Distancé dans la dernière montée par Thibaut Pinot, il se classe troisième à l'arrivée dans le temps du peloton. Treizième du classement général à l'issue du premier contre-la-montre, il subit durant la journée de repos des problèmes digestifs. N'arrivant pas à récupérer, il abandonne au cours de la treizième étape.
Tony Gallopin est sélectionné par Laurent Jalabert pour la course en ligne des Jeux olympiques de 2012 qui se dispute à la fin du mois de juillet. En septembre, il fait partie de la sélection des neuf coureurs français participant à la course en ligne des championnats du monde, avec pour leader Thomas Voeckler. Durant cette course, Tony Gallopin est pris dans une chute massive. Après quelques radios, une fracture du 4e métacarpe est décelée provocant une immobilisation de quatre semaines. Il met donc un terme à sa saison.
En 2013, le début de saison de Tony Gallopin est gâché par une maladie qui l'empêche de participer à Milan-San Remo, au Grand Prix E3 et à Gand-Wevelgem, ne lui permettant pas d'aider au mieux son leader Fabian Cancellara sur le Tour des Flandres. Il participe ensuite aux classiques ardennaises, obtenant une 16e place à la Flèche wallonne.
Aux Championnats de France organisés à Lannilis, il termine à la troisième place derrière Arthur Vichot et Sylvain Chavanel. Retenu par son équipe afin de participer au Tour de France, il termine à la 7e place de la 7e étape et est présent dans l'échappée de la 16e étape. Au classement général, il termine à la 58e place à plus de deux heures de Christopher Froome.
Six jours après la fin du Tour de France, il remporte en solitaire la Classique de Saint-Sébastien, classée en UCI World Tour, devant Alejandro Valverde et Roman Kreuziger. Faisant partie d'un groupe de huit coureurs à l'avant de la course, Tony Gallopin attaque dans la dernière difficulté, l'Alto de Arkale, et n'est plus revu par les autres coureurs. Il devient le troisième Français à remporter cette épreuve après Armand de Las Cuevas en 1994 et Laurent Jalabert en 2001 et 2002. Après avoir participé au Grand Prix de Plouay et aux épreuves canadiennes du World Tour, Gallopin n'est pas retenu pour les Championnats du monde, s'estimant lui-même dans l'impossibilité d'être performant sur la durée de la course. Il annonce également que sa saison s'arrête alors.

#### 2014-2017: Lotto-Belisol
Le 6 août 2013, Tony Gallopin et l'équipe Lotto-Belisol annoncent le recrutement du coureur par la formation belge pour les deux prochaines saisons.
Après s'être classé septième de sa course de reprise, l'Étoile de Bessèges, il participe à Paris-Nice, prenant de multiples places d'honneurs et terminant dixième du classement général malgré une chute dans le final de la dernière étape. Il entame sa campagne de classiques par Milan-San Remo, puis se classe sixième du Grand Prix E3 et vingt-troisième du Tour des Flandres. Lors de la Flèche brabançonne, il est victime d'une crevaison à une vingtaine de kilomètres de l'arrivée mais rejoint finalement de justesse la tête de course pour s'emparer in extremis de la troisième place derrière Philippe Gilbert et Michael Matthews.

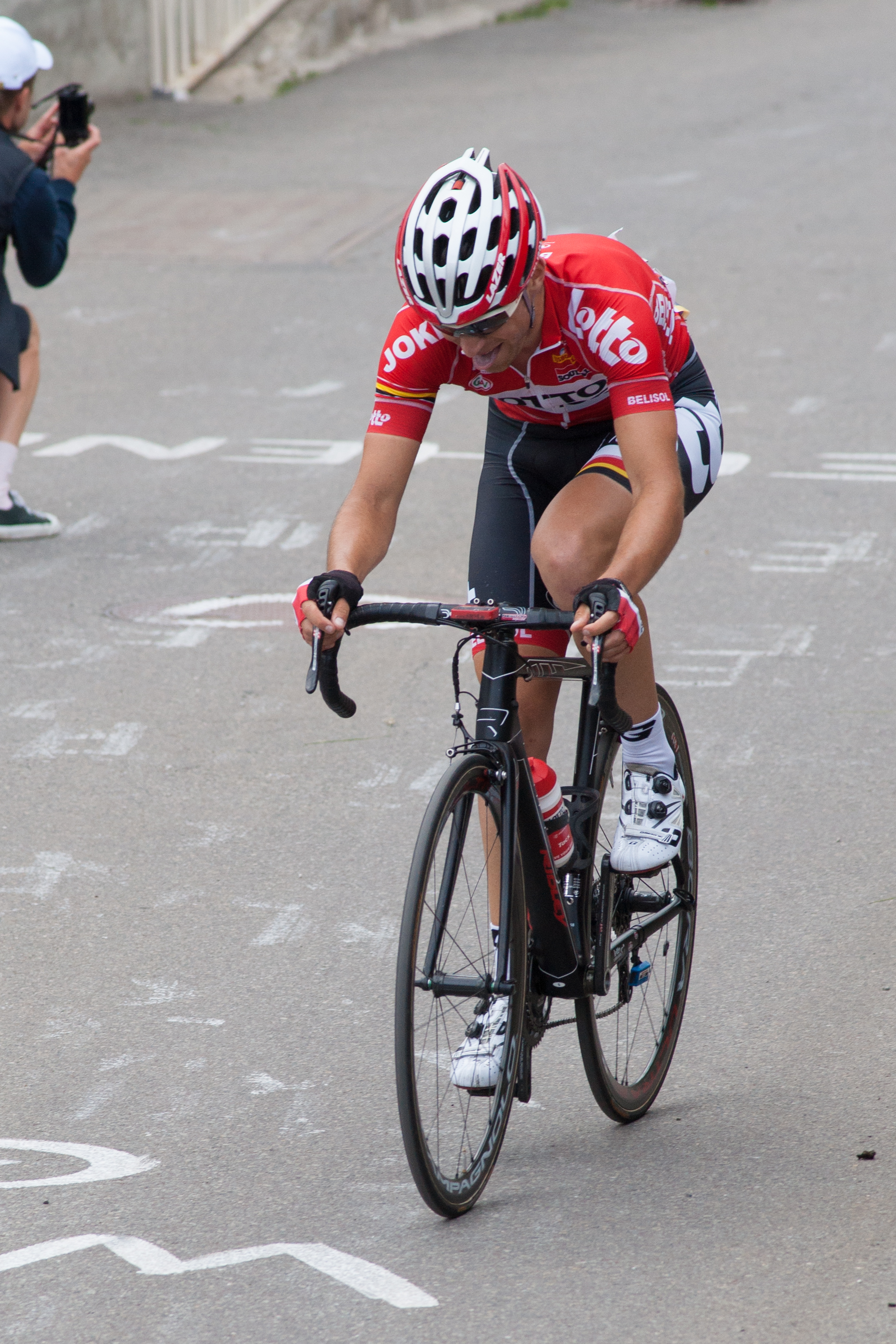
Tony Gallopin lors du Critérium du Dauphiné 2014.

Il prend part au Tour de France avec pour mission de soutenir son leader Jurgen Van den Broeck et son sprinter André Greipel, tout en ayant sa carte à jouer lors de certaines étapes. Il est ainsi cinquième à Sheffield et troisième à Nancy. Le 13 juillet 2014, à l'occasion de la neuvième étape du Tour arrivant à Mulhouse, il ravit le maillot jaune à l'Italien Vincenzo Nibali. Celui-ci le reprend le lendemain en s'imposant à La Planche des Belles Filles. Deux jours plus tard, lors de la onzième étape, Tony Gallopin gagne à Oyonnax. Il est vingt-neuvième à Paris. Gallopin participe le 3 août à la Classique de Saint-Sébastien pour tenter de défendre son titre. Il termine finalement cinquième de cette course. Après plusieurs semaines d'arrêt, il reprend la compétition par le Grand Prix de Plouay et se fixe comme objectifs la course en ligne des championnats du monde organisés sur un circuit autour de Ponferrada en Espagne et les classiques de fin de saison. Initialement présélectionné, il est retenu aux championnats du monde comme chef de file de l'équipe de France avec Romain Bardet pour l'épreuve sur route. Il termine sixième de cette course en ligne. Gallopin est ensuite forfait pour Paris-Tours et met un terme à cette saison. En décembre, la prolongation du contrat de Gallopin jusqu'en 2017 est annoncée.
En 2015, Tony Gallopin reprend la compétition lors du Grand Prix d'ouverture La Marseillaise le 1er février. Dans la semaine qui suit, il gagne la quatrième étape de l'Étoile de Bessèges. Le lendemain de cette victoire, il est deuxième du contre-la-montre final derrière le Luxembourgeois Bob Jungels, ce qui lui permet d'être deuxième du classement général final derrière le Luxembourgeois. En mars, Gallopin participe à Paris-Nice au niveau World Tour. Figurant dans les dix premiers du classement général au départ de la sixième étape, avant-dernière étape de l'épreuve disputée sur un profil vallonné, il s'échappe au cours de celle-ci et la remporte en solitaire avec plus de trente secondes d'avance sur ses premiers poursuivants. Abordant le contre-la-montre final avec le maillot jaune sur ses épaules et 36 secondes d'avance sur Richie Porte, il est 29e de cette course à 1 minutes 39 secondes de l'Australien, vainqueur final de ce Paris-Nice. Gallopin termine en sixième position. Gallopin est sélectionné pour la course en ligne des championnats du monde de Richmond. Il est un des chefs de file français avec l'autre puncheur Julian Alaphilippe ainsi que les sprinteurs Arnaud Démare et Nacer Bouhanni. Dans l'optique d'une course mouvementée qui est l'option privilégiée par le sélectionneur Bernard Bourreau, celui-ci déclare à son sujet : « on joue clairement la victoire avec lui ». Gallopin est septième d'une course remportée en solitaire par Peter Sagan.
En juin 2016, après une troisième place au championnat de France du contre-la-montre, il participe au championnat de France sur route à Vesoul. Sur un tracé sélectif, il fait partie de l'échappée à trois décisive avec Arthur Vichot et Alexis Vuillermoz. Vichot remporte le sprint devant Gallopin. Gallopin est sélectionné en tant que remplaçant pour la course en ligne des Jeux olympiques. Il figure dans la sélection française constituée pour le premier championnat d'Europe sur route professionnel disputé à Plumelec dont il se classe septième.
Lors de la saison 2017, il accumule les places d'honneur et remporte le contre-la-montre de l'Étoile de Bessèges, sa seule victoire de l'année. Il est également proche de remporter une deuxième fois la Classique de Saint-Sébastien, mais doit se contenter la deuxième place.
Gallopin fait partie de la sélection française pour la course en ligne des championnats du monde de Bergen.

#### 2018-2021: AG2R La Mondiale

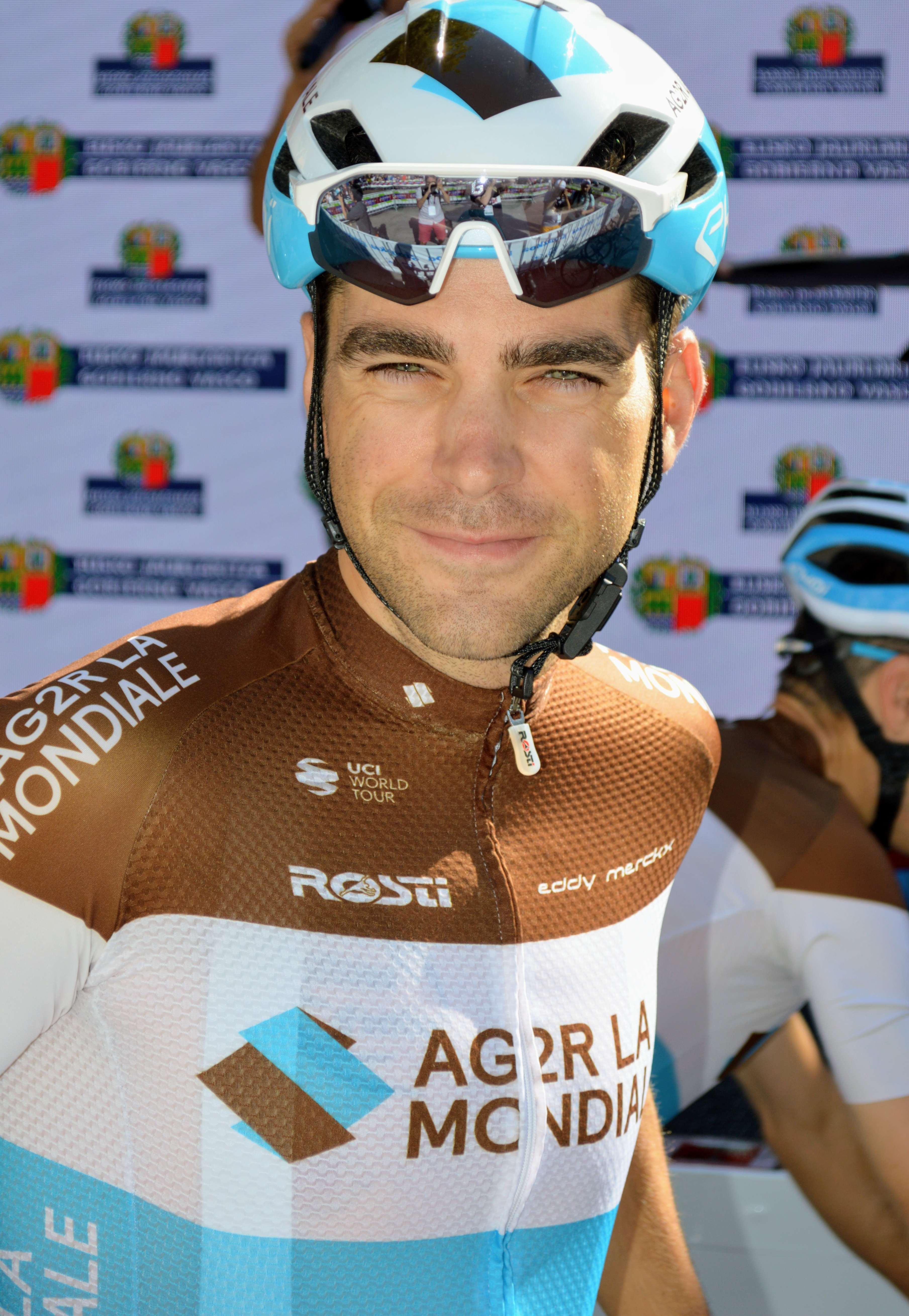
Tony Gallopin en août 2019, lors de la Classique de Saint-Sébastien.

En août 2017, Tony Gallopin s'engage avec l'équipe AG2R La Mondiale pour les saisons 2018 et 2019. Dès ses premières courses, il met à profit son nouveau rôle dans l'équipe et remporte le contre-la-montre et le général de l'Étoile de Bessèges et se classe deuxième du Tour La Provence. En juin il obtient la médaille d'argent au championnat de France du contre-la-montre.
En juin 2018, il est victime d'une chute durant le championnat de France lui laissant plusieurs blessures dont une fracture d'une côte. Il prend néanmoins le départ du Tour de France avec AG2R La Mondiale mais est contraint à l' abandon au cours de la douzième étape. Présent ensuite sur le Tour d'Espagne, il remporte en solitaire la septième étape en surprenant le peloton avec une attaque à 2 kilomètres de l'arrivée. Jouant ensuite le classement général, il se classe finalement onzième.
Gallopin commence 2020 par le Tour de la Communauté valencienne. Une chute lui entraine une fracture du scaphoïde gauche nécessitant une intervention chirurgicale. En octobre, lors de la septième étape du Tour d'Italie, son poignet gauche est à nouveau fracturé à la suite d'une chute. Il termine l'étape mais ne repart pas le lendemain.

#### 2022-2023: deuxième expérience chez Trek puis retraite
En 2022, il fait son retour au sein de l'équipe américaine Trek-Segafredo.
Alors qu'il participe à son onzième Tour de France en 2023, il annonce sur ses réseaux sociaux, à l'occasion de la première journée de repos, qu'il prendra sa retraite à la fin de la saison après une carrière professionnelle longue de 16 ans.
Il met un terme à sa carrière le 8 octobre 2023, à l'issue de Paris-Tours.

### Carrière de directeur sportif

#### Depuis 2024: Lotto
Gallopin annonce avoir « envie de rester actif » à l'issue de sa carrière de coureur et prend contact avec plusieurs formations du peloton pour intégrer son staff. Le 30 août 2023, l'équipe Lotto-Dstny annonce son arrivée pour la saison suivante en tant que directeur sportif pour une durée de deux ans. Quelques mois après le début de son contrat, il annonce que c'est un « sacré travail [et] une sacrée expérience. ».

## Vie privée
En 2008, il rencontre Marion Rousse, également cycliste professionnelle. Ils se marient en 2014, et se séparent en 2019 après 12 ans de vie commune.

## Caractéristiques
Issu d'une famille impliquée dans le milieu cycliste, Tony Gallopin se distingue dans les catégories de jeunes dans la discipline du contre-la-montre. Devenu professionnel son profil évolue et son oncle directeur sportif Alain Gallopin le classe en 2014 parmi les puncheurs. Gallopin peut aussi s'imposer au sprint dans un groupe qui ne comporte pas les principaux sprinteurs du peloton. Adepte des classiques flandriennes, son oncle ainsi que Bernard Bourreau, sélectionneur de l'équipe de France, l'imaginent plus performant sur les classiques ardennaises que sont Liège-Bastogne-Liège et l'Amstel Gold Race. Gallopin apprécie particulièrement Paris-Tours, une course compatible avec son profil et avec qui il a un rapport affectif car elle se situe dans sa région natale et qu'il y assistait dans son enfance.

## Palmarès, résultats et classements mondiaux

### Palmarès par année
| - 2004 - Champion de l'Essonne sur route cadets - 2005 - Champion d'Île-de-France du contre-la-montre juniors - Trophée Sébaco - 4e étape du Grand Prix Rüebliland - Chrono de Tauxigny - 2e du Chrono des Nations juniors - 2006 - Champion d'Île-de-France du contre-la-montre juniors - Champion de l'Essonne du contre-la-montre juniors - Tour du Pays de Combray - Paris-Pussay - 1rea (contre-la-montre par équipes) et 2e étapes de Liège-La Gleize - Chrono des Nations juniors - 2e du Grand Prix Fernand-Durel - 2e du championnat d'Europe du contre-la-montre juniors - 2e du championnat de France du contre-la-montre juniors - 3e du Trophée Louison-Bobet - 3e de Liège-La Gleize - 3e du championnat du monde sur route juniors - 3e du championnat du monde du contre-la-montre juniors - 7e du championnat d'Europe sur route juniors - 2007 - Paris-Chalette-Vierzon - 2e du Souvenir Jean-Graczyk - 2e du championnat de France du contre-la-montre espoirs - 3e du Grand Prix Michel-Lair - 3e du Tour du Béarn - 2008 - Champion de France du contre-la-montre espoirs - Souvenir Jean-Graczyk - Paris-Tours espoirs - 3e du Tour de Thuringe - 2009 - Trio normand (avec Florian Morizot et Niels Brouzes) - Médaillé d'argent du contre-la-montre aux Jeux méditerranéens - 7e du championnat d'Europe du contre-la-montre espoirs - 2010 - 3e étape du Tour de Luxembourg - 2011 - Flèche d'Émeraude - 2e étape du Tour du Limousin - Classement final de la Coupe de France - 2e de Cholet-Pays de Loire - 3e du Tour de Luxembourg - 2012 - 3e du Tour d'Oman - 10e du Grand Prix cycliste de Montréal - 2013 - Classique de Saint-Sébastien - 3e du championnat de France sur route | - 2014 - 11e étape du Tour de France - 2e du Grand Prix de Wallonie - 3e de la Flèche brabançonne - 3e du Grand Prix cycliste de Montréal - 5e de la Classique de Saint-Sébastien - 6e du Grand Prix E3 - 6e du championnat du monde sur route - 9e du Grand Prix cycliste de Québec - 10e de Paris-Nice - 2015 - 4e étape de l'Étoile de Bessèges - 6e étape de Paris-Nice - 2e du championnat de France sur route - 2e de l'Étoile de Bessèges - 6e de Paris-Nice - 6e de l'Amstel Gold Race - 7e du championnat du monde sur route - 7e du Tour de Lombardie - 8e du Grand Prix cycliste de Québec - 9e de Milan-San Remo - 2016 - Grand Prix de Wallonie - 2e du championnat de France sur route - 2e de l'Étoile de Bessèges - 2e de la Classique de Saint-Sébastien - 3e du championnat de France du contre-la-montre - 3e de la Flèche brabançonne - 7e du championnat d'Europe sur route - 8e de Paris-Nice - 2017 - 5e étape de l'Étoile de Bessèges (contre-la-montre) - 2e de l'Étoile de Bessèges - 2e de la Classique de Saint-Sébastien - 2e du Grand Prix de Wallonie - 3e du Tour de l'Algarve - 6e du Grand Prix cycliste de Montréal - 9e du Grand Prix cycliste de Québec - 10e de Paris-Nice - 2018 - Étoile de Bessèges : - Classement général - 5e étape (contre-la-montre) - 7e étape du Tour d'Espagne - 2e du Tour La Provence - 2e du championnat de France du contre-la-montre - 2019 - 2e du Tour Poitou-Charentes en Nouvelle-Aquitaine - 3e du Tour de La Provence - 2023 - 2e du Circuit de Getxo |  |

### Résultats sur les principales classiques
Le tableau suivant présente les résultats de Tony Gallopin lors des classiques de l'UCI World Tour, ainsi qu'aux Jeux olympiques, qui se déroulent tous les quatre ans, et aux championnats du monde.
| Légende | Légende | Légende | Légende     | Légende | Légende              | Légende | Légende       |
| ------- | ------- | ------- | ----------- | ------- | -------------------- | ------- | ------------- |
| Ab.     | Abandon | HD      | Hors-délais | -       | Pas de participation | ×       | Pas d'épreuve |

| Année | Milan- San Remo | Grand Prix E3 | Gand-Wevelgem | Tour des Flandres | Paris-Roubaix | Amstel Gold Race | Flèche wallonne | Liège- Bastogne-Liège | Classique de Saint-Sébastien | Vattenfall Cyclassics | Grand Prix de Plouay/Bretagne Classic | Grand Prix cycliste de Québec | Grand Prix cycliste de Montréal | Tour de Lombardie | JO-Course en ligne | Championnats du monde sur route |
| ----- | --------------- | ------------- | ------------- | ----------------- | ------------- | ---------------- | --------------- | --------------------- | ---------------------------- | --------------------- | ------------------------------------- | ----------------------------- | ------------------------------- | ----------------- | ------------------ | ------------------------------- |
| 2010  | -               | -             | -             | -                 | -             | -                | -               | -                     | -                            | -                     | 25e                                   | -                             | -                               | Ab.               | ×                  | -                               |
| 2011  | -               | -             | -             | -                 | -             | 30e              | -               | 84e                   | -                            | -                     | 29e                                   | 53e                           | 16e                             | -                 | ×                  | 53e                             |
| 2012  | 54e             | 58e           | 67e           | 24e               | Ab.           | -                | -               | -                     | -                            | 52e                   | 62e                                   | 11e                           | 10e                             | -                 | 86e                | Ab.                             |
| 2013  | -               | -             | -             | Ab.               | -             | 39e              | 16e             | 29e                   | Vainqueur                    | -                     | 62e                                   | 38e                           | 47e                             | -                 | ×                  | -                               |
| 2014  | 35e             | 6e            | 39e           | 23e               | -             | 98e              | 60e             | 35e                   | 5e                           |                       | 34e                                   | 9e                            | 3e                              | 87e               | ×                  | 6e                              |
| 2015  | 9e              | -             | -             | -                 | -             | 6e               | -               | 20e                   |                              |                       | 52e                                   | 8e                            | 20e                             | 7e                | ×                  | 7e                              |
| 2016  | 34e             | -             | -             | -                 | -             | 25e              | 47e             | Ab.                   | 2e                           | 75e                   | 48e                                   | -                             | -                               | Ab.               | -                  | -                               |
| 2017  | 46e             | Ab.           | -             | 17e               | Ab.           | -                | -               | -                     | 2e                           | -                     | 39e                                   | 9e                            | 6e                              | -                 | ×                  | 13e                             |
| 2018  | 26e             | 35e           | 146e          | Ab.               | 55e           | -                | -               | -                     | Ab.                          | -                     | -                                     | -                             | -                               | -                 | ×                  | 58e                             |
| 2019  | -               | -             | -             | -                 | -             | -                | -               | -                     | 35e                          | -                     | 25e                                   | -                             | -                               | -                 | ×                  | 23e                             |
| 2020  | -               | ×             | -             | -                 | ×             | ×                | -               | -                     | ×                            | ×                     | -                                     | ×                             | ×                               | -                 | ×                  | -                               |
| 2021  | -               | -             | -             | -                 | -             | -                | -               | Ab.                   | -                            | ×                     | Ab.                                   | ×                             | ×                               | -                 | -                  | -                               |
| 2022  | 139e            | -             | -             |                   |               |                  |                 |                       |                              |                       |                                       |                               |                                 |                   | ×                  |                                 |

### Résultats sur les grands tours

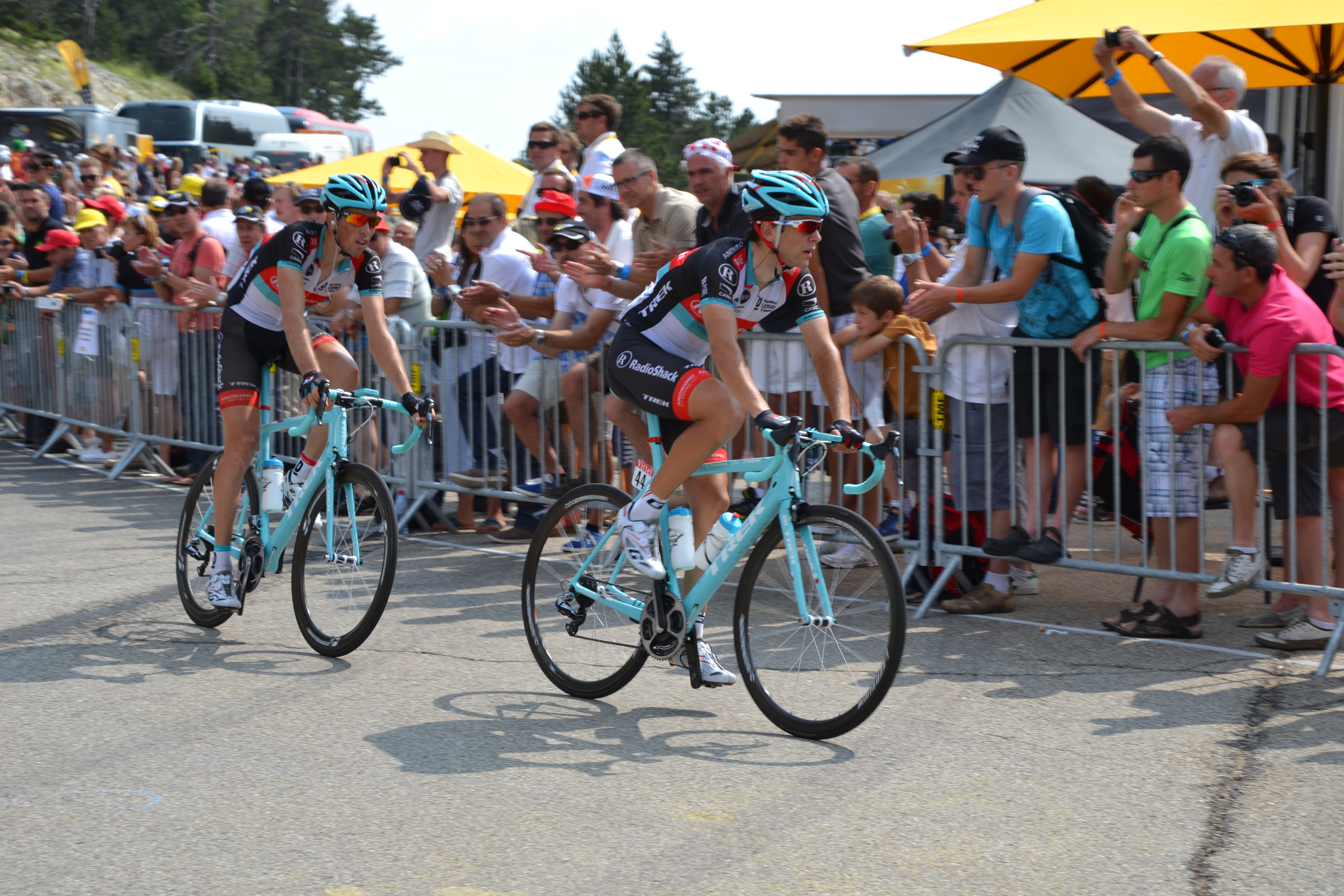
Tony Gallopin (à droite) lors de la du Tour de France 2013 au mont Ventoux.

#### Tour de France
11 participations
- 2011 : 79e
- 2012 : abandon (13e étape)
- 2013 : 58e
- 2014 : 29e, vainqueur de la 11e étape,  maillot jaune pendant 1 jour
- 2015 : 31e
- 2016 : 71e
- 2017 : 21e
- 2018 : abandon (12e étape)
- 2019 : 56e
- 2022 : 37e
- 2023 : 86e

#### Tour d'Italie
3 participations
- 2019 : abandon (16e étape)
- 2020 : non-partant (8e étape)
- 2021 : 60e

#### Tour d'Espagne
2 participations
- 2010 : 89e
- 2018 : 11e, vainqueur de la 7e étape

### Classements mondiaux
De 2005 à 2008, le classement de l'UCI ProTour classe les coureurs membres d'équipes ProTour en fonction des points qu'ils ont obtenu lors des courses du calendrier UCI ProTour, soit 28 courses en 2005, 27 en 2006, 26 en 2007. En 2008, le calendrier du ProTour est réduit à 15 courses en raison du conflit entre l'UCI et les organisateurs de plusieurs courses majeures. Les trois grands tours, Paris-Roubaix, la Flèche wallonne, Liège-Bastogne-Liège, le Tour de Lombardie, Tirreno-Adriatico et Paris-Nice ne sont donc pas pris en compte dans le classement ProTour 2008. En 2009 et 2010, un « classement mondial UCI » remplace le classement ProTour. Il prend en compte les points inscrits lors des courses ProTour et des courses qui n'en font plus partie, regroupées dans un « calendrier historique », soit au total 24 courses en 2009 et 26 en 2010. Ce nouveau classement prend en compte les coureurs des équipes continentales professionnelles, dont Cofidis fait partie à partir de 2010. En 2011, l'UCI ProTour devient l'UCI World Tour et reprend dans son calendrier les courses qui l'avaient quitté en 2008. Il comprend 27 courses en 2011 et son classement ne concerne plus que les coureurs membres des 18 équipes ProTeam. Ainsi, Gallopin ne peut être classé au World Tour qu'à partir de 2012 et son recrutement par Radioshack-Nissan.
En 2012, pour sa première année au niveau de l'UCI World Tour, Tony Gallopin est 149e.
| Année                                 | 2007 | 2008 | 2009 | 2010 | 2011 | 2012 | 2013 | 2014 | 2015 | 2016 | 2017 | 2018 | 2019 | 2020  | 2021 | 2022 | 2023 |
| ------------------------------------- | ---- | ---- | ---- | ---- | ---- | ---- | ---- | ---- | ---- | ---- | ---- | ---- | ---- | ----- | ---- | ---- | ---- |
| UCI World Tour                        |      |      |      |      |      | 149e | 61e  | 35e  | 40e  | 62e  | 43e  | 111e |      |       |      |      |      |
| Classement mondial                    |      |      |      |      |      |      |      |      |      | 40e  | 41e  | 127e | 203e | 1462e | 985e | 401e | 349e |
| UCI Europe Tour                       | 698e | 282e | 423e | 219e | 14e  |      |      |      |      | 16e  | 62e  | 134e | 169e | 1096e | 735e | 321e | nc   |
|                                       |      |      |      |      |      |      |      |      |      |      |      |      |      |       |      |      |      |
| Légende : nc = non classéSource : UCI |      |      |      |      |      |      |      |      |      |      |      |      |      |       |      |      |      |